# Farid Abdelouahab
Pour les articles homonymes, voir Abdelouahab.
Farid Abdelouahab est un écrivain, historien de l’art et commissaire d'exposition né en 1965.
Après avoir été un certain temps missionné et chargé de collections pour le Ministère de la Culture et le musée du château de Blois, il se consacre à l’édition. Il a signé aujourd’hui plus d'une vingtaine de beaux livres, dont certains traduits et réédités en plusieurs langues.
Chaque année, il traite le thème du festival d'histoire de Blois, les Rendez-vous de l'histoire, à travers une exposition d'archives iconographiques.